# Vardablur (Lorri)
Pour l’article homonyme, voir Vardablur (Aragatsotn).
Vardablur (en arménien Վարդաբլուր) est une communauté rurale du marz de Lorri en Arménie. En 2008, elle compte 1 327 habitants.